# Фолькер

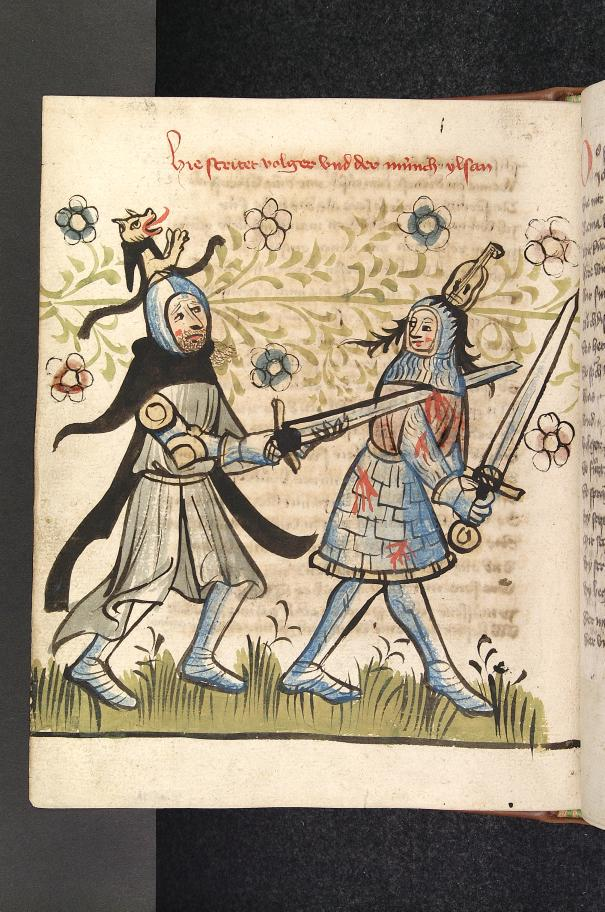
Поединок Фолькера из Альцая с Ильзаном

Фолькер, Фолькер из Альцая или Фолькер фон Зальц — легендарный персонаж германской эпической поэмы «Песнь о Нибелунгах», музыкант-шпильман, один из рыцарей при бургундском королевском дворе. Служит королям Бургундии Гунтеру, Герноту и Гизельхеру.
Фолькер — человек благородного происхождения и по сути не является шпильманом. Это прозвище он получил за любовь к музыке и из-за своей легендарной скрипки, смычком которой в бою мог орудовать не хуже, чем мечом. Живёт в Вормсе вместе с другими героями эпоса. В 30 авентюре помогает Хагену фон Тронье сторожить зал, где находятся бургунды, а также участвует во многих сценах на протяжении всей «Песни». Является одним из самых важных персонажей. Умирает от стрелы одного из гуннов, исполняя свою последнюю песню.
В другой версии — убит Хильдебрандом, который отомстил Фолькеру за смерть герцога Зигштаба.

## В кино
- «Нибелунги: Месть Кримхильды» / «Die Nibelungen: Kriemhilds Rache» (Ве́ймарская республика; 1924) режиссёр Фриц Ланг, в роли Фолькера — Бернхард Гёцке.
- «Нибелунги: Зигфрид» / «Die Nibelungen, Teil 1 — Siegfried» (ФРГ, Югославия; 1966) режиссёр Харальд Райнль, в роли Фолькера из Альцая — Ганс фон Борсоди.
- «Нибелунги: Месть Кримхильды» / «Die Nibelungen, Teil 2 — Kriemhilds Rache» (ФРГ, Югославия; 1967) режиссёр Харальд Райнль, в роли Фолькера из Альцая — Ганс фон Борсоди.